# Institut Supérieur de l'Aéronautique et de l'Espace
L'Institut Supérieur de l'Aéronautique et de l'Espace (ISAE), és el nom en francès de l'escola d'enginyeria aeroespacial francesa (Grande école) a Tolosa, França. Forma part de la Universitat de Tolosa i la Aerospace Valley. És el resultat de l'anomenat "acostament" (fusió) entre SUPAERO i ENSICA. La fusió es va dur a terme l'estiu del 2007. L'objectiu d'aquesta mesura era reduir les despeses econòmiques que suposaven al Ministeri francès de Defensa (ambdues depenien d'aquest organisme), mitjançant la concentració en un sol lloc de tots els seus recursos i mitjans. La qualitat educativa de l'escola és reconeguda arreu i els lligams de l'escola amb les empreses dels sectors aeronàutics i espai són molt forts.